# Win Tin
Win Tin est un nom birman ; les principes des noms et prénoms ne s'appliquent pas ; U et Daw sont des titres de respect.

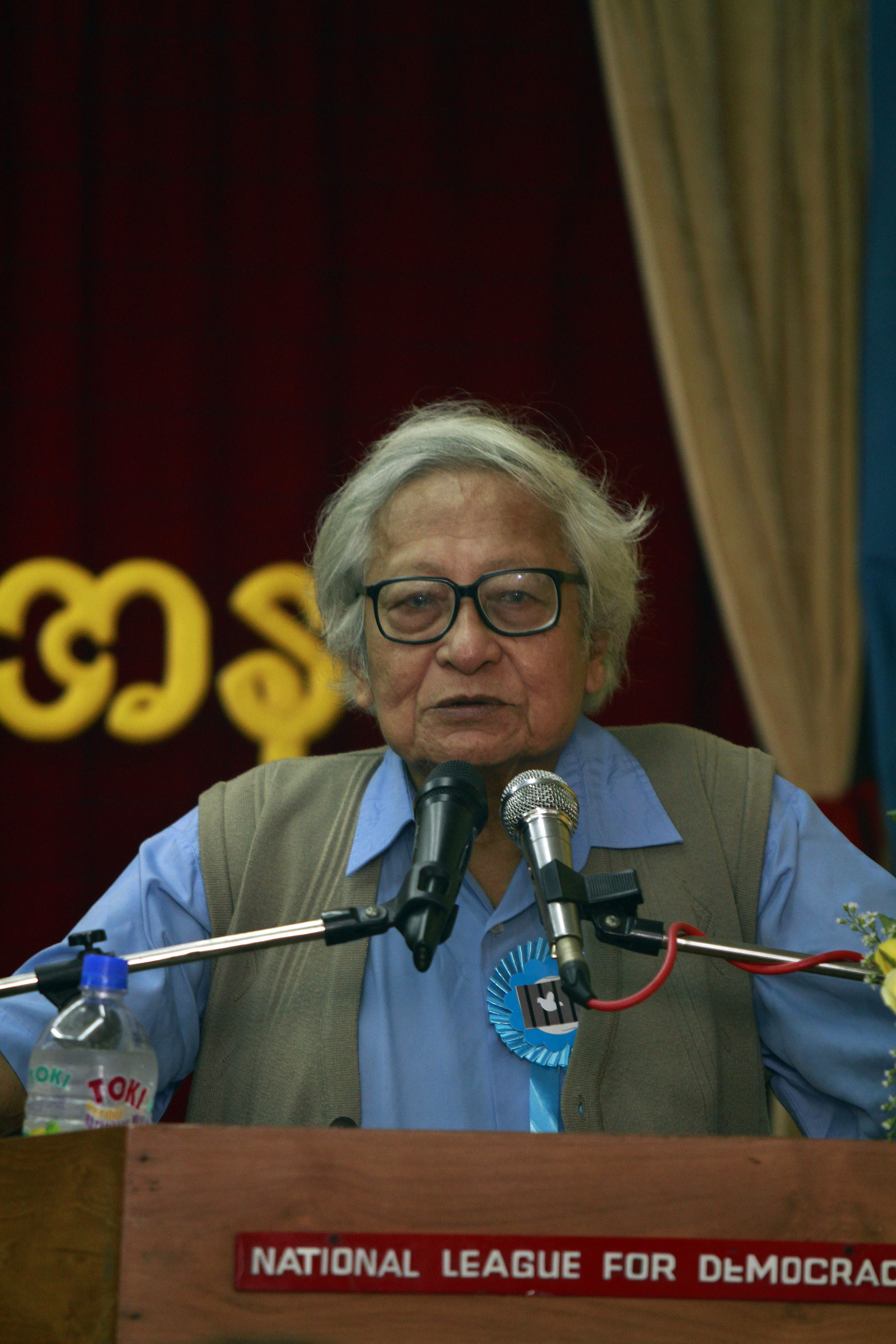
WinTin lors d'une conférence au siège de la Ligue nationale pour la démocratie à Rangoun le 20 novembre 2011.

U Win Tin, né le 12 mars 1930 à Kyaupinkauk, dans la région de Bago et mort le 21 avril 2014  à Rangoun, est un journaliste birman.

## Âge et année de naissance
Son âge et son année de naissance ne font pas l'unanimité. Deux versions subsistent : mort à 84 ou à 85 ans, né le 12 mars 1930 ou le 12 mars 1929.
Il est mort à 84 ans et né le 12 mars 1930, selon la Ligue nationale pour la démocratie (LND), parti historique de l'opposition qu'il a cofondé avec Aung San Suu Kyi, que citent 
l'Agence Thomson Reuters (Reuters) et l'Agence France-Presse (AFP) (son premier employeur comme journaliste, en 1951), qui optent pour cette version, de même que The Los Angeles Times, section Obituaries et The South China Morning Post — et la plupart des sources, selon The Washington Post, section Asia & Pacific.
D'autres sources, telle l'Agence The Associated Press (AP), à laquelle réfèrent notamment BBC News, le disent mort à 85 ans et né le 12 mars 1929, sans plus.

## Biographie
Il était rédacteur du journal Hanthawati, vice-président de l'Association des écrivains birmans et cofondateur de la Ligue nationale pour la démocratie. Arrêté en juillet 1989 et condamné à 14 ans de prison pour appartenance au parti communiste birman, interdit, il a été emprisonné à la prison d'Insein (près de Rangoon). En 1996, sa peine a été rallongée de 5 ans pour violation des normes de la prison sur la possession de matériel d'écriture (possession d'un stylo et feuilles de papier).
Il a reçu en 2001 le Prix mondial de la liberté de la presse décerné par l'UNESCO, ainsi que la plume d'or de la liberté. Il a été libéré le 23 septembre 2008 avec 9 002 autres prisonniers pour bonne conduite alors qu'il devait être libéré uniquement s'il acceptait de renoncer à toute activité politique, ce qu'il refuse obstinément,. Il continue à porter sa chemise bleue de prisonnier, pour rappeler que tous les prisonniers politiques n'ont pas été libérés, et reprend son activisme politique avec la Ligue nationale pour la démocratie.
Il a été un proche conseiller de Aung San Suu Kyi, Prix Nobel de la paix en 1991.
Hospitalisé au début de mars pour hémorragie interne et le 12 avril 2014 pour problèmes respiratoires, il meurt le 21 avril 2014, de déficience rénale.